# 埃塞爾斯巴赫河 (瓦爾默瑙河支流)
52°9′34″N 8°28′58″E / 52.15944°N 8.48278°E
埃塞爾斯巴赫河（德語：Eselsbach），是德國的河流，位於該國西部，流經北萊茵-威斯特法倫州，屬於瓦爾默瑙河的右支流，河道全長3.1公里，流域面積3平方公里。